# Supercopa da França de 2015
A Supercopa da França de 2015, ou Trophée des Champions 2015, foi a 20ª edição do torneio, disputada em partida única entre o campeão da Ligue 1 de 2014–15 e da Copa da França de 2014–15 (Paris Saint-Germain) e o vice-campeão francês de 2014–15 (Lyon). O jogo foi disputado no Estádio Saputo, em Montreal.
O PSG venceu a partida por 2–0 e conquistou o título.

## Participantes
| Equipe              | Classificação                                                |
| ------------------- | ------------------------------------------------------------ |
| Paris Saint-Germain | Campeão da Ligue 1 de 2014–15 e da Copa da França de 2014–15 |
| Lyon                | Vice-campeão da Ligue 1 de 2014–15                           |

## Partida
| 1 de agosto de 2015 | Paris Saint-Germain     | 2 – 0     | Lyon | Estádio Saputo, Montreal                      |
| 15:00 (UTC−4)       | Aurier 11' · Cavani 17' | Relatório |      | Público: 46 649 Árbitro: CAN Mathieu Bourdeau |

| PSG | Cores do Time · Cores do Time · Cores do Time · Cores do Time · Cores do Time |

| PARIS SAINT-GERMAIN: |    |                          |     |     |
|                      |    |                          |     |     |
| G                    | 16 | Kevin Trapp              |     |     |
| LD                   | 19 | Serge Aurier             |     |     |
| Z                    | 32 | David Luiz               | 81' |     |
| Z                    | 2  | Thiago Silva             |     |     |
| LE                   | 17 | Maxwell                  |     |     |
| M                    | 6  | Marco Verratti           | 60' | 70' |
| M                    | 14 | Blaise Matuidi           |     |     |
| M                    | 25 | Adrien Rabiot            |     |     |
| A                    | 9  | Edinson Cavani           |     | 63' |
| A                    | 10 | Zlatan Ibrahimović       |     |     |
| A                    | 7  | Lucas                    |     | 82' |
| Substituições:       |    |                          |     |     |
| A                    | 29 | Jean-Kévin Augustin      |     | 63' |
| M                    | 4  | Benjamin Stambouli       |     | 70' |
| A                    | 15 | Jean-Christophe Bahebeck |     | 82' |
| Treinador:           |    |                          |     |     |
| Laurent Blanc        |    |                          |     |     |

| LYON:           |    |                     |         |     |
|                 |    |                     |         |     |
| G               | 1  | Anthony Lopes       |         |     |
| LD              | 13 | Christophe Jallet   |         |     |
| Z               | 4  | Bakary Koné         |         |     |
| Z               | 23 | Samuel Umtiti       |         |     |
| LE              | 3  | Henri Bedimo        |         |     |
| M               | 12 | Jordan Ferri        |         | 79' |
| M               | 21 | Maxime Gonalons     | 37' 64' |     |
| M               | 8  | Corentin Tolisso    |         |     |
| A               | 25 | Yassine Benzia      |         | 67' |
| A               | 10 | Alexandre Lacazette |         |     |
| A               | 9  | Claudio Beauvue     |         |     |
| Substituições:  |    |                     |         |     |
| M               | 11 | Rachid Ghezzal      |         | 67' |
| M               | 17 | Steed Malbranque    |         | 79' |
| Treinador:      |    |                     |         |     |
| Hubert Fournier |    |                     |         |     |

## Campeão
| Supercopa da França de 2015   |
| ----------------------------- |
| PARIS SAINT-GERMAIN 5° titulo |